# 客籍
客籍指有外地籍貫的本地居民。

## 解釋
- 具有外地籍貫的本地居民
- 寄居地的籍貫
- 古代貴族門客的名冊
- 寄居本地的外地人，與土著相對

## 出處
- 《戰國策·楚策四》：「汗明見春申君……春申君曰：‘善。’召門吏為汗先生著客籍，五日一見。」

- 清·洪楝園《後南柯·甲陣》：「駙馬、司農、司憲等三人，均系客籍，手握重兵，殊為未便。」

- 清·龔自珍《秋心》詩之二：「曉來客籍差誇富，無數湘南劍外民。」

- 孫中山《地方自治實行法》：「其本為土著而出外者，其家族當為之代盡義務，回家時乃能立享權利。否則於回家時以客籍相待。」

- 毛澤東《井岡山的鬥爭》：「土籍的本地人和數百年前從北方移來的客籍人之間存在著很大的界限，歷史上的仇怨非常深，有時發生很激烈的鬥爭。」

- 朱德《回憶我的母親》：「我家是佃農。祖籍廣東韶關，客籍人。」